# Berggoean
De berggoean (Penelopina nigra) is een vogel uit de familie sjakohoenders en hokko's (Cracidae). De wetenschappelijke naam van de soort werd als Penelope niger in 1852 gepubliceerd door Louis Fraser. Het is een door habitatverlies kwetsbaar geworden vogelsoort die voorkomt in Midden-Amerika.

## Kenmerken
De vogel is 59 tot 65 cm lang. Er is een groot verschil tussen de haan en de hen. Een volwassen haan is relatief klein en helemaal zwart gekleurd met helder rode poten, snavel en lel. De hen is groter, is overwegend bruin met een verenpatroon van fijne streepjes en zij heeft geen lel aan de snavel.

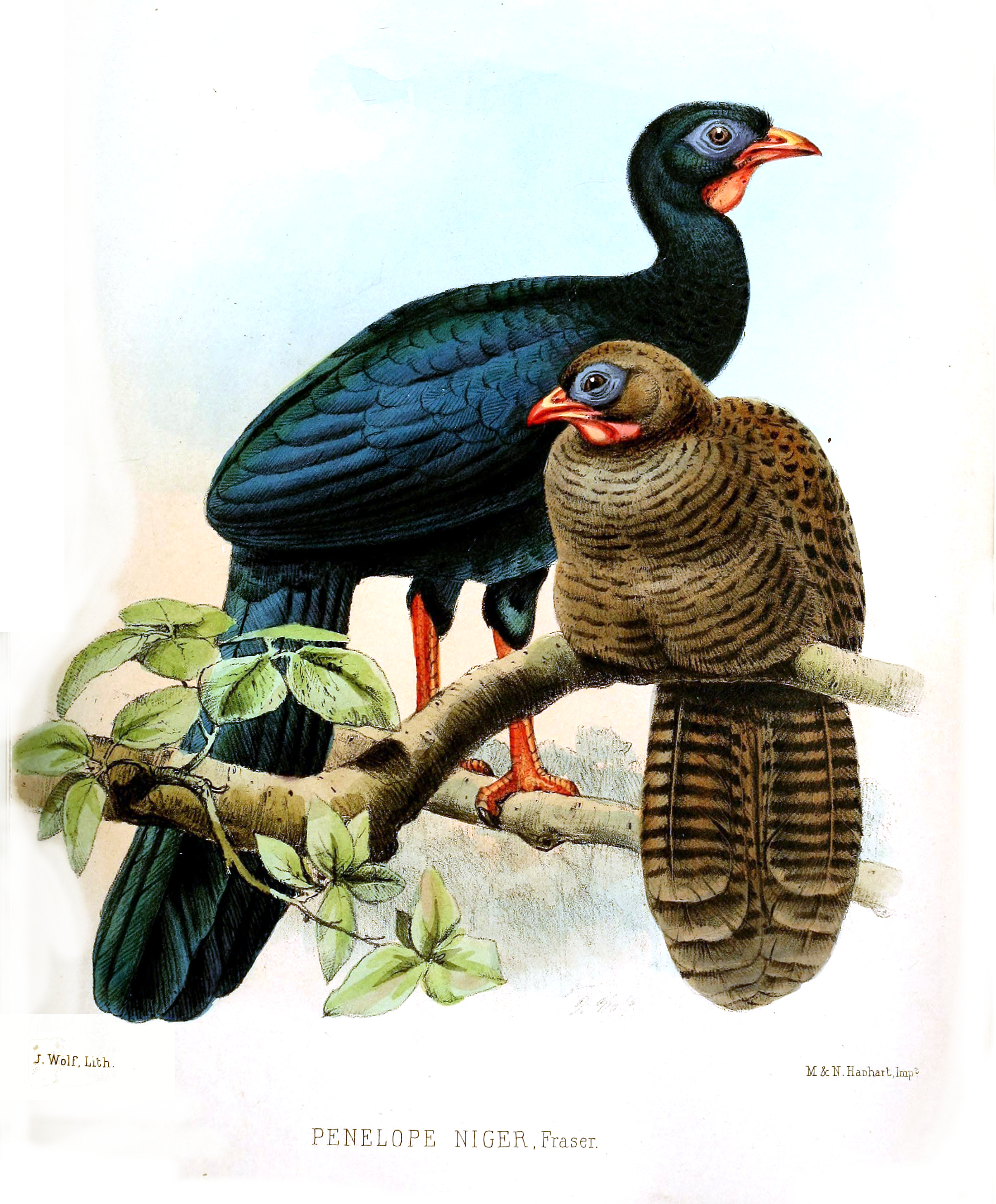
Illustratie van haan en hen uit 1850 gemaakt door Joseph Wolf.

## Voorkomen en leefgebied
De soort komt voor van het zuiden van Mexico tot Nicaragua. De leefgebieden liggen in vochtig, dicht begroeid tropisch bos op hellingen tussen de 700 en 3300 meter boven zeeniveau.

## Status
De grootte van de populatie werd in 2016 door BirdLife International geschat op 20 tot 50 duizend volwassen individuen. De populatie-aantallen nemen af door jacht en habitatverlies. Het leefgebied wordt aangetast door ontbossing ten behoeve van mijnbouwactiviteiten. Daarnaast maakt natuurlijk bos plaats voor intensief agrarisch gebruikt land zoals de teelt van mais en koffie en verder de uitbreiding van menselijke nederzettingen. Om deze redenen staat deze soort als kwetsbaar op de Rode Lijst van de IUCN.